# Irma Young
Irma Conilie Young (* 18. Juli 1912 in Thibodaux, Louisiana; † 20. Dezember 1993 in Los Angeles, Kalifornien) war eine US-amerikanische Jazzmusikerin (Saxophon, Tanz, Gesang) und Teil einer berühmten Jazzfamilie, allen voran Lester Young.

## Leben und Karriere
Irma Young wurde in eine talentierte Familie hineingeboren, die buchstäblich von und für die Musik lebte. Für den Vater Willis Young war die musikalische Ausbildung aller Familienmitglieder selbstverständlich, die er als deren Lehrer streng und ausnahmslos vorantrieb. In der Folge machten alle mehr oder weniger Karriere, Irmas Youngs Bruder Lester schrieb Jazzgeschichte. Aber auch ihr jüngerer Bruder Lee machte von sich Reden, und ihre Tochter Martha Young (1927–1985) war ebenfalls als professionelle Jazzmusikerin tätig.
Irma Young bevorzugte den Tanz und das Singen. Bekannt geworden ist sie 1939 über die Rolle der Bo-Peep (Piep-Bo), eine von drei Schwestern in The Hot Mikado (Mikado in Swing), einer Jazz-Version der satirisch angelegten Operette Der Mikado von Gilbert und Sullivan. In der Presse befürchtete man ursprünglich, die britischen Schöpfer des Stücks würden sich angesichts der Swing-Variante im Grabe umdrehen, doch das Publikum im El Capitain Theatre von Los Angeles feierte diese Adaption der Operette stürmisch. Mit Napoleon Whiting stellte sie ein Comedy-Programm auf die Beine, arbeitete mit dem Stepptänzer Bobby Johnson und 1944 war sie in San Pedro in der All-Star Colored Revue (Boogie-Woogie in Harlem) zu sehen.
Laut Aussagen des Tenorsaxophonisten Paul Quinichette habe Irma Young das Saxophon virtuos gespielt, stand ihrem Bruder Lester offenbar nicht nach. „Sie machte dir auf dem Alto Angst und Bange“, so Quinichette, der sie über Jam-Sessions kannte. „Sie war fabelhaft, eine große Musikerin. Sie spielte einen Chorus nach dem anderen, sie hatte ständig großartige Ideen.“ Sie und Lester klangen gleich, „nur eben das sie auf dem Alto spielte und Lester auf dem Tenorsax.“ Andere waren überzeugt, Lester habe von seiner Schwester gelernt.
Irma Young beendete ihre Karriere in den 1950er Jahren.